# Erika Kissné Köles
Erika Kissné Köles (maďarsky Kissné Köles Erika, slovinsky Erika Köleš; * 27. listopadu 1961, Szentgotthárd) je maďarská pedagožka, politička a veřejně známá osobnost slovinské národnosti. Od roku 2014 historicky první slovinská menšinová přímluvčí v maďarském Zemském sněmu.

## Biografie
Narodil se roku 1961 ve městě Szentgotthárd v tehdejší Maďarské lidová republice do etnicky slovinské rodiny. Dětství strávila v obci Felsőszölnök. Odmaturovala na Vörösmarty Mihály Gimnázium v Szentgotthárdu a poté v roce 1984 dokončila studium maďarštiny, slovinštiny a jejich literatur na Berzsenyi Dániel Főiskola v Szombathely. Jako učitelka působila na škole v obci Dalmand a později v Gödre. V témže čase dokončila navazující studium na Pécsské univerzitě v Pécsi.
V parlamentních volbách v roce 2014 byla zvolen historicky první slovinskou menšinovou přímluvčí do Zemského sněmu. Následně byla ve volbách v roce 2018 a volbách roku 2022 opětovně zvolena.

## Soukromý život
Je vdaná, jejím manželem je lesník János Kiss. Má dva dospělé syny a dvě vnučky.